# Geografia Luksemburga

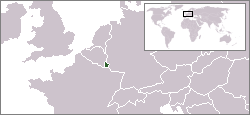
Położenie Luksemburga

Luksemburg – zdjęcie satelitarne

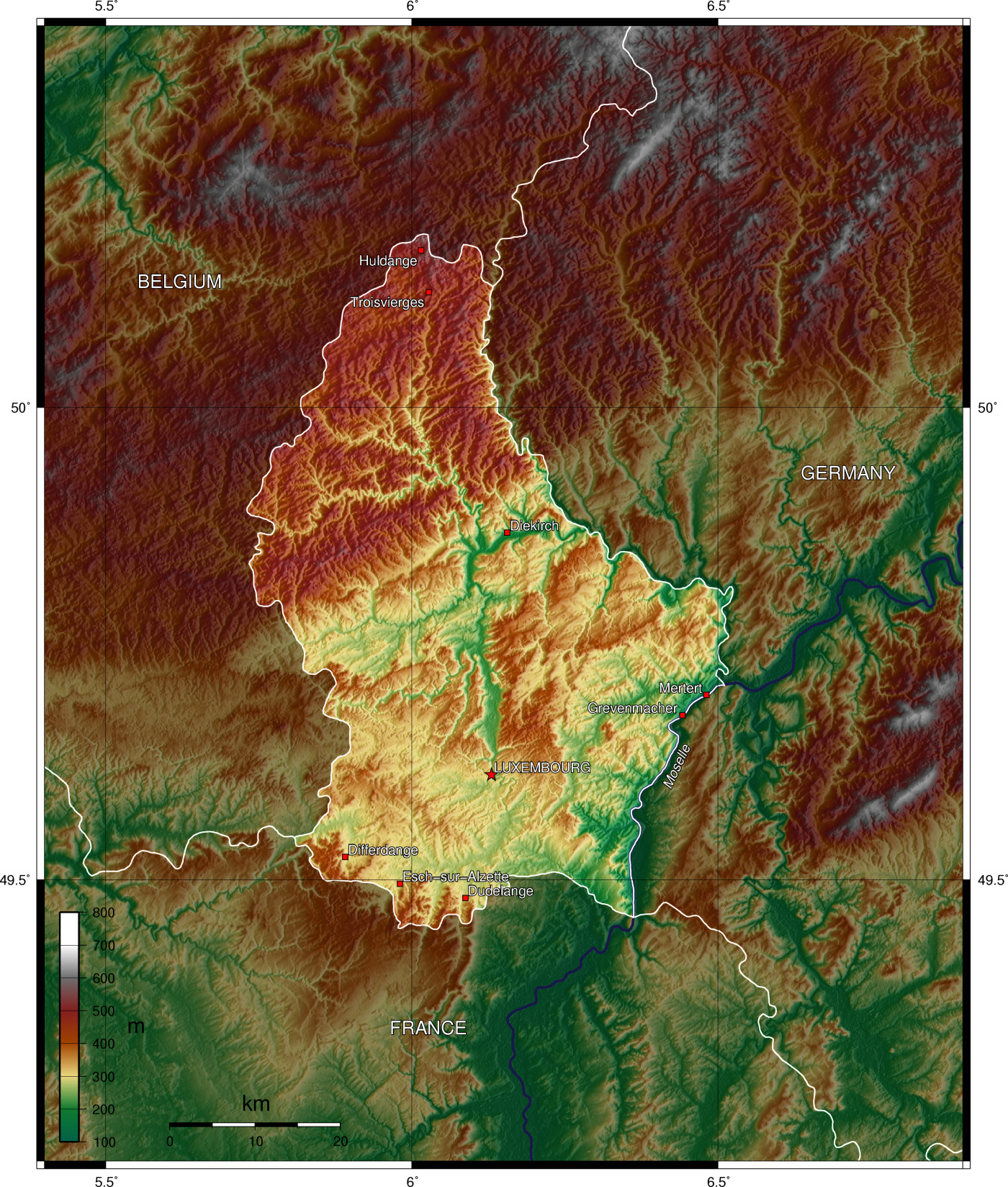
Mapa topograficzna Luksemburga

Geografia Luksemburga – dziedzina nauki zajmująca się badaniem Luksemburga pod względem geograficznym.
Luksemburg jest jednym z najmniejszych państw świata i Europy. To niewielkie księstwo leży w Europie Zachodniej i nie ma dostępu do morza. Kraj znajduje się pomiędzy Belgią, Francją i Niemcami. Księstwo cechuje się wyżynnym krajobrazem, gdzie panuje umiarkowany klimat. Luksemburg należy do najbogatszych państw świata o wysokim produkcie narodowym brutto.

## Nazwa
Tereny współczesnego Luksemburga, leżące strategicznie pomiędzy ziemiami Germanów i Franków, nazywane były przez Sasów Lucilinburhuc (pol. „mała forteca”) . Przez to Luksemburg nazywany jest także „Gibraltarem północy” .

## Położenie, powierzchnia i granice
Luksemburg leży w Europie Zachodniej i nie ma dostępu do morza . Jest jednym z najmniejszych państw świata  – jego powierzchnia wynosi 2586 km² . Jest drugim najmniejszym państwem Unii Europejskiej.
Luksemburg graniczy na północy i zachodzie z Belgią (długość granicy wynosi 148 km), na południu z Francją (73 km) i na wschodzie i południowym wschodzie z Niemcami (135 km). Łączna długość granic wynosi 356 km.
Skrajne punkty:
- północny 50°10′59″N 6°01′29″E/50,183056 6,024722
- południowy 49°26′52″N 6°02′00″E/49,447778 6,033333
- zachodni 49°54′N 5°44′E/49,900000 5,733333
- wschodni 49°49′N 6°32′E/49,816667 6,533333

Rozciągłość południkowa wynosi 82 km, a równoleżnikowa 57 km.

## Budowa geologiczna i rzeźba
Terytorium luksemburskiego księstwa znajduje się w obrębie dwóch krain geograficznych. Pierwszą są Ardeny leżące w północnej części kraju – Oesling zajmujący 1/3 powierzchni kraju  (828 km²). Obszar tych gór jest zbudowany ze starych skał metamorficznych, pochodzących z dewonu . Drugą krainą – zajmującą 2/3 powierzchni kraju (1758 km²)– jest Gutland leżący w południowej części  obejmujący Wyżynę Lotaryńską. Obszar ten budują skały osadowe pochodzące z jury środkowej . Region ten jest przedłużeniem Basenu Paryskiego . Jeden z regionów Luksemburga – Mullerthal – nazywany jest Szwajcarią Luksemburską z uwagi na krajobraz przypominający Szwajcarię. Jest to obszar leżący w obrębie dopływów rzeki Alzette. Tereny dolin rzecznych cechują się występowaniem tam niezwykłych form skalnych, będących efektem wypłukiwania przez rzeki warstw wietrzejących piaskowców i wapieni. 
Obszar kraju jest w większości wyżynny , gdzie przeciętna wysokość wynosi 325 m n.p.m.  Obszary wyżyn rozcięte są dolinami rzek, licznie występują tereny pagórkowate, które są rozczłonkowane przez doliny rzeczne. Północny region, obejmujący obszar Ardenów, jest terenem gór niskich o przeciętnej wysokości 450 m n.p.m.  Najwyższym wzniesieniem tego regionu jest Kneiff wznoszący się na 560 m n.p.m. Wyżyna Lotaryńska, która jest regionem o mniejszych wysokościach bezwzględnych, zwana jest w Luksemburgu Bon Pays – „dobrym krajem” . Jest to obszar, gdzie średnia wysokość terenu to 245 m n.p.m.  Jedynie przy granicy z Francją teren się podnosi. Najwyższym wzniesieniem tego regionu jest Ginzebierg, którego wysokość wynosi 425 m n.p.m. Powszechnymi glebami są gleby brunatne, zaś w górach występują rędziny węglanowe.
Najwyższe wzniesienie: 559,8 m n.p.m. Kneiff w Wilwerdange 50°09′26″N 6°02′13″E/50,157222 6,036944

Najniższy punkt: 130 m n.p.m. Wasserbillig 49°42′47″N 6°30′23″E/49,713056 6,506389

## Klimat
Luksemburg leży w strefie klimatu umiarkowanego, ciepłego, pod wpływem morskich mas powietrza. Oznacza to, że temperatury cechują się łagodnym przebiegiem rocznym, a opady deszczu są wysokie.
Przebieg roczny temperatur jest typowy dla obszarów o morskim klimacie, mimo iż Luksemburg znajduje się 280 km od brzegów Oceanu Atlantyckiego. Masy powietrza kontynentalnego pochodzące z głębi Europy co prawda zaznaczają swój wpływ w kraju, to jednak występują one w niewielkim stopniu. W księstwie dominują wilgotne masy powietrza polarnomorskiego. To oznacza, że pomimo wyżynnego krajobrazu zimy są łagodne, nawet w regionie Ardenów. Na północy, w obrębie Ardenów jest chłodniej , ale średnie wartości i tak w ciągu zimy wynoszą -2° do 0 °C. Na południu jest jeszcze cieplej, gdzie średnie wartości termiczne wynoszą od 0° do +2 °C. Lata są chłodne, bez występowania ekstremów termicznych. Średnie wartości wahają się od +17 °C w Ardenach do +19 °C na południu kraju.
Opady są stosunkowo wysokie i wynoszą średnio około 750 mm rocznie . Najniższe wartości reprezentuje regiony nisko położone, gdzie średnio w ciągu roku spada około 700 mm opadów. W północnej części kraju wartości opadowe dochodzą nawet do 1200 mm rocznie. Opady śniegu występują dość rzadko, zwłaszcza na południu, co wiąże się nie tylko z bliskością oceanu, ale i niezbyt dużą wysokością bezwzględną kraju.
| Miesiąc                                                          | Sty   | Lut   | Mar   | Kwi   | Maj   | Cze   | Lip   | Sie   | Wrz   | Paź   | Lis   | Gru   | Roczna |
| ---------------------------------------------------------------- | ----- | ----- | ----- | ----- | ----- | ----- | ----- | ----- | ----- | ----- | ----- | ----- | ------ |
| Rekordy maksymalnej temperatury [°C]                             | 13.9  | 19.8  | 22.2  | 27.9  | 31.6  | 35.4  | 39.0  | 37.9  | 31.5  | 26.0  | 18.4  | 14.7  | 39,0   |
| Średnie temperatury w dzień [°C]                                 | 3.1   | 4.7   | 9.1   | 13.3  | 17.8  | 20.7  | 23.2  | 22.8  | 18.4  | 13.1  | 7.3   | 3.9   | 13,1   |
| Średnie dobowe temperatury [°C]                                  | 0.8   | 1.6   | 5.2   | 8.7   | 13.0  | 15.9  | 18.2  | 17.7  | 13.9  | 9.5   | 4.7   | 1.8   | 9,3    |
| Średnie temperatury w nocy [°C]                                  | -1.6  | -1.3  | 1.6   | 4.4   | 8.4   | 11.1  | 13.3  | 13.0  | 10.0  | 6.3   | 2.2   | -0.5  | 5,6    |
| Rekordy minimalnej temperatury [°C]                              | -17.8 | -20.2 | -14.4 | -6.9  | -2.1  | 0.9   | 4.5   | 4.3   | -0.7  | -4.6  | -11.1 | -15.3 | −20,2  |
| Opady [mm]                                                       | 76.9  | 62.4  | 69.2  | 58.1  | 76.5  | 81.7  | 71.0  | 75.8  | 75.4  | 86.9  | 76.5  | 86.4  | 896,9  |
| Średnia liczba dni z opadami                                     | 17.0  | 14.3  | 16.1  | 13.7  | 14.4  | 13.9  | 13.0  | 13.1  | 13.0  | 15.4  | 17.2  | 16.9  | 178,0  |
| Wilgotność [%]                                                   | 87    | 81    | 75    | 68    | 69    | 69    | 67    | 70    | 76    | 83    | 88    | 88    | 77     |
| Średnie usłonecznienie [h]                                       | 50.3  | 83.6  | 125.1 | 181.6 | 213.4 | 227.1 | 250.3 | 230.7 | 161.9 | 105.8 | 54.1  | 41.0  | 1724,9 |
| Źródło: MeteoLux (temperatury, opady, usłonecznienie) 2020-08-12 |       |       |       |       |       |       |       |       |       |       |       |       |        |
| Źródło #2: MeteoLux (wilgotność) 2020-08-121                     |       |       |       |       |       |       |       |       |       |       |       |       |        |

## Wody
Luksemburg należy do zlewiska Oceanu Atlantyckiego. Sieć rzeczna jest gęsta. Główne rzeki to: Mozela (jej odcinek na terenie Luksemburga wynosi 37 km), Alzette (67 km) i Sûre (136 km). Alzette i Sûre są dopływami Mozeli, która tworząc częściowo granicę z Niemcami, uchodzi do Renu. Rzeki Luksemburga płyną w głębokich dolinach, cechują się dużą zasobnością wód. 

## Flora i fauna

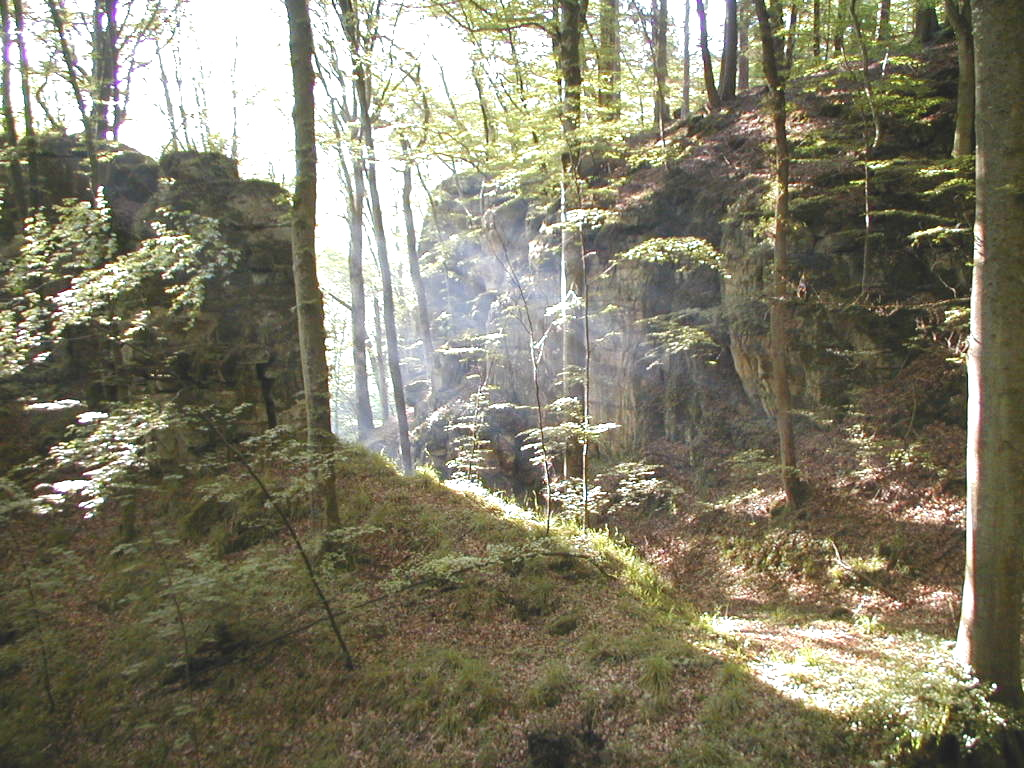
Las liściasty

Luksemburg leży w strefie europejskich lasów mieszanych, gdzie przeważają formacje liściaste. Powszechnie występującym drzewem jest buk, który dominuje na stokach Ardenów. Licznie występują także lasy dębowe i dębowe grabowe. Lasy iglaste występują w Luksemburgu w niewielkiej ilości i są sztucznymi monokulturami. W tym ekosystemie rosną sosny i świerki. Lasy obejmują 34% powierzchni kraju . Poza lasami dominującą formą krajobrazu są tereny rolnicze. Nielicznie na terenie kraju występują wrzosowiska.
Świat zwierząt jest ubogi, co wiąże się m.in. z dużą gęstością zaludnienia. Duże ssaki można spotkać jedynie na terenach chronionych, a dokładnie w Niemiecko-Luksemburskim Parku Krajobrazowym leżącym we wschodniej części kraju. Do świata zwierząt należą gatunki typowe dla lasów Europy: jelenie, sarny i dziki, zaś do mniejszych ssaków należą: łasice, lisy i borsuki.

## Demografia
Liczba ludności Luksemburga 1 stycznia 2020 roku wynosiła ponad 626 tysięcy. Luksemburg jest jednym z państw europejskich o najwyższej gęstości zaludnienia – na jeden km² przypada to 230 osób.
Kraj charakteryzuje wysoka liczba mieszkających tu obcokrajowców – Luksemburczycy stanowią 51.1% ludności, Portugalczycy 15.7%, Francuzi 7.5%, Włosi 3.6%, Belgowie 3.3%, Niemcy 2.1%, Hiszpanie 1.1%, Brytyjczycy 1%, inne narodowości 14.6% (szacunek na 2019 rok) . Mieszkają tu przedstawiciele 170 narodowości. Najwięcej obcokrajowców mieszka w Luksemburgu – stanowią 70,8% mieszkańców miasta. Ponadto do pracy w Luksemburgu dojeżdża ok. 185 tys. osób z krajów ościennych.
Luksemburg jest państwem wielojęzycznym – w 1984 roku język luksemburski został ustanowiony językiem narodowym, język francuski językiem prawnym (wszystkie akty prawne sporządzane są w jęz. fr.), a języki francuski i niemiecki mają status język administracyjnego. 
70,4% mieszkańców jest chrześcijanami (głównie wyznania rzymsko-katolickiego), 2,3% muzułmanami, 0,5% deklaruje inne wyznanie, a żadnego wyznania nie deklaruje 26,8% (szacunek na 2010 rok) .

## Gospodarka
Gospodarka Luksemburga charakteryzuje się niską stopą bezrobocia, niską inflacją i wysokim dochodem.
Luksemburg jest piątym najbogatszym krajem świata po względem PKB per capita . Ma wysoko rozwiniętą gospodarkę z dominującą rolą usług, zwłaszcza sektora finansowego, którego udział w PKB wynosi 35% . Jest jednym z głównych ośrodków finansowych świata . 
Jeszcze w latach 60. XX w. gospodarka Luksemburga opierała się na hutnictwie żelaza i przemyśle stalowym, lecz pod koniec XX w. zaczęły dominować usługi finansowe, a na początku XXI w. nastąpił szybki rozwój sektora technik informatycznych i e-commerce .  
Przez lata Luksemburg prowadził liberalną politykę podatkową, oferując niskie opodatkowanie zagranicznym firmom, które przenosiły swoje siedziby do księstwa . Od 2015 roku Luksemburg dostosował swoje prawa do wymagań Unii Europejskiej w zakresie wymiany informacji podatkowej i opodatkowania e-commerce .   